# Я і мої сусіди
«Я і мої сусіди» — радянський художній фільм 1973 року, знятий режисером Резо Чархалашвілі на кіностудії «Грузія-фільм».

## Сюжет
Учень машиніста Гогі любить Тініко. Щоразу, проїжджаючи повз її будинок, він сподівається побачити дівчину у вікні. Але батько нікуди не відпускає Тініко одну. І все-таки молодим вдається зустрітися, обдуривши пильного суворого батька.

## У ролях
- Сесілія Такаїшвілі — Барбара Нестерівна, бабуся Тініко
- Еросі Манджгаладзе — сусід сім'ї Гогі
- Тамаз Толорая — Гога
- Григол Талаквадзе — Іларіон, батько Гогі
- Іза Гігошвілі — роль другого плану
- Зураб Лаферадзе — батько Тініко, міліціонер
- Лейла Гамбашидзе — Катерина Павлівна
- Лія Еліава — прихильниця співака
- Давіт Чархалашвілі — роль другого плану
- М. Мачандзе — епізод
- Іраклій Кокрашвілі — епізод
- Лео Сохашвілі — вуличний продавець
- Бесо Бараташвілі — епізод
- А. Бурбуташвілі — епізод
- А. Петріашвілі — епізод
- Е. Бардзікашвілі — епізод
- Отар Зауташвілі — співак
- Р. Капанадзе — епізод
- Д. Квірія — епізод
- О. Демурішвілі — епізод
- О. Гагнідзе — епізод
- Георгій Жужунашвілі — Давіт, машиніст поїзда
- Давид Абашидзе — Отар

## Знімальна група
- Режисер — Резо Чархалашвілі
- Сценаристи — Гіві Бараташвілі, Резо Чархалашвілі, Олександр Сігуа
- Оператор — Ігор Амасійський
- Композитор — Нугзар Вацадзе
- Художник — Шота Гоголашвілі